# Vincenzo Scotti
Vincenzo Scotti (ur. 16 września 1933 w Neapolu) – włoski polityk, kiluakrotny minister, wieloletni parlamentarzysta.

## Życiorys
W 1955 ukończył studia ekonomiczne na Uniwersytecie Rzymskim – La Sapienza. Początkowo pracował w centrum badawczym, zajmującym się związkami zawodowymi. W okresie 1969–1995 prowadził działalność naukową jako profesor i wykładowca z zakresu rozwoju gospodarczego na Libera Università Internazionale degli Studi Sociali w Rzymie.
W 1968 z ramienia Chrześcijańskiej Demokracji został po raz pierwszy wybrany do Izby Deputowanych. W parlamencie zasiadał nieprzerwanie do 1994 jako poseł V, VI, VII, VIII, IX, X i XI kadencji.
Stanowisko w administracji rządowej po raz pierwszy zajmował w latach 1976–1978 jako podsekretarz stanu w Ministerstwie Bilansu. Przez następne sześć lat sprawował urzędy ministerialne, jako minister pracy (1978–1980), do spraw stosunków europejskich (1980–1981), kultury (1981–1982), ponownie pracy (1982–1983) i do spraw obrony cywilnej (1983–1984). W 1984 pełnił funkcję burmistrza Neapolu.
W skład rady ministrów powrócił w październiku 1990, obejmując w rządzie Giulia Andreottiego stanowisko ministra spraw wewnętrznych. Resortem tym kierował do czerwca 1992. Następnie przez około miesiąc w gabinecie Giuliana Amato był ministrem spraw zagranicznych.
W latach 80. związany z komunistami dziennik „l’Unità” zarzucił mu kontakty z camorrą. W latach 90. był oskarżony w procesach karnych, uniewinniono go od zarzutów niegospodarności przy organizacji piłkarskich mistrzostw świata w 1990.
Do aktywnej działalności politycznej powrócił po ponad 10 latach, zakładając w 2006 partię pod nazwą Italia del Centro. W 2008 przystąpił do Ruchu dla Autonomii, bez powodzenia kandydował z jego list w przedterminowych wyborach. W czwartym rządzie Silvia Berlusconiego zajmował stanowisko podsekretarza stanu w Ministerstwie Spraw Zagranicznych (2008–2011). W tym samym roku został też prezydentem Ruchu dla Autonomii. W 2010 opuścił tę partię, współtworząc nowe ugrupowanie pod nazwą Noi Sud.